# Cookin’ with the Miles Davis Quintet
Cookin’ with the Miles Davis Quintet ist ein Jazz-Album, das im Oktober 1956 vom Miles Davis Quintet aufgezeichnet und von Prestige Records im darauffolgenden Jahr veröffentlicht wurde. Es ist das erste von vier Alben, das aus den legendär gewordenen Aufnahme-Sessions vom 11. Mai und 26. Oktober des Jahres 1956 resultierte, Relaxin’ (1958), Workin’ (1959) und Steamin’ with the Miles Davis Quintet (1961). Damit erfüllte der Trompeter, der bereits zum Major-Label Columbia Records gewechselt war, seinen Vertrag bei Prestige. Obwohl das 1957 veröffentliche Album Walkin’ zu der Reihe zu passen scheint, wurde es schon 1954 mit dem Miles Davis All Star Sextet und einem früheren Miles Davis Quintet aufgenommen.

## Hintergrund
Die Stücke des Albums gehörten zum festen Repertoire der Gruppe. Das Konzept der Sitzungen war, dieses Live-Repertoire in Studiosessions aufzuzeichnen. In den beiden Studio-Sessions nannte Miles Davis die Stücke, die gespielt werden sollten, so, wie es für ein Live-Programm in einem Club wäre, es gab jeweils nur einen Take. Insgesamt wurden 24 Stücke aufgenommen, die restlichen Stücke wurden auf drei weiteren Alben veröffentlicht.
Auf den Albumtitel angesprochen sagte Davis:

“After all, that's what we did—came in and cooked.”

„Schließlich ist es das, was wir getan haben – wir kamen rein und kochten.“

## Weitere Veröffentlichungen
Das Album wurde ursprünglich in den USA im Jahr 1987 auf CD veröffentlicht. Zuletzt wurde es von Rudy Van Gelder, dem Tonmeister der Originalsitzungen, im Jahr 2006 für Prestige Records remastered.

## Rezeption
Lindsay Planer bewertete das Album bei Allmusic mit viereinhalb von fünf Sternen und schrieb:

“Davis' pure-toned solos and the conversational banter that occurs with Coltrane, and later Garland during When the Lights Are Low, resound as some of these musicians' finest moments.”

„Davis rein klingende Soli und die interaktiven Neckereien, die mit Coltrane und später mit Garland bei When the Lights are Low stattfinden, erklingen als einige der allerfeinsten Momente dieser Musiker.“

Marcus J. Moore schrieb in Bandcamp Daily, die Idee von Miles Davis für diese Sessions sei gewesen, die Anmutung einer Live-Show einzufangen; im Studio habe er daher schnell von einem Stück zum Nächsten gewechselt, um das Tempo zu simulieren. In diesen Sessions verließ er sich stark auf eine gedämpfte Spielweise. Durch diese Technik vermittle Davis intensive Emotionen, einen dezenten Klang, der den Lärm irgendwie durchtrenne. Diese vier Alben würden das Ende einer bemerkenswerten Ära markieren, so Moore. Mit einer größeren Plattform und einer endlosen Schar von Mitarbeitern hätte sich die Welt des Jazz bald für immer verändert. Seine Wirkung sei noch immer spürbar.

## Titelliste
1. My Funny Valentine (Richard Rodgers)- 5:59
2. Blues By Five (Red Garland).[2]- 9:59
3. Airegin (Sonny Rollins)- 4:24
4. Tune Up / When Lights Are Low (Miles Davis / Benny Carter)- 13:08